# Vereinigung Technischer Analysten Deutschlands
Die Vereinigung Technischer Analysten Deutschlands e. V. (abgekürzt: VTAD) ist ein gemeinnütziger Verein, der 1992 gegründet wurde. Er ist der deutsche Landesverband der International Federation of Technical Analysts (IFTA), einem Dachverband mit Sitz in den USA, dem weltweit über 5.000 Technische Finanzanalysten angehören. In Deutschland hat der Verein Stand November 2019 mehr als 1.300 Mitglieder.
Die Mitglieder der VTAD unterwerfen sich dem Verhaltenskodex („Code of Ethics“) der IFTA, der die Seriosität und Unabhängigkeit der Technischen Analysten dokumentieren soll. Sie treffen sich regelmäßig in Regionalmeetings. Fachseminare über Handelsstrategien, Risk- und Money Management gehören dabei ebenso zum Angebot wie Grundlagenseminare zur Technischen Analyse.

## Zielsetzung
Zielsetzung der Vereinigung Technischer Analysten Deutschlands ist die Förderung der Technischen Analyse durch
- Bildung einer gemeinsamen Interessenvertretung,
- Etablierung anerkannter Qualifikationsnachweise (CFTe / MFTA),
- regelmäßige Fachvorträge in den Regionalgruppen,
- Zusammenarbeit mit wissenschaftlichen Organisationen,
- Fachveröffentlichungen,
- Kooperation mit dem internationalen Dachverband IFTA.

Eine Hauptaufgabe der VTAD ist die Etablierung eines Ausbildungs- und Qualitätsstandards in Deutschland. Mit den von der IFTA angebotenen Ausbildungen zum Certified Financial Technician (CFTe) bzw. zum Master of Financial Technical Analysis (MFTA) haben Technische Analysten die Möglichkeit, ihre Qualifikation durch ein international anerkanntes Zertifikat zu dokumentieren.

## Organisation
Die VTAD ist der autorisierte deutsche Landesverband der IFTA.

### Vorstand
Der Vorstand besteht aus folgenden vier Mitgliedern:
- Gregor Bauer, Vorstandsvorsitzender und zuständig für IFTA, Ausbildung, Marketing & Public Relations
- Karin Roller, Vorstand Weiterbildung und IT
- Ingo Strelow, Vorstand Finanzen
- Wieland Arlt, Beisitzer

Gemäß § 9 der Satzung kann die Mitgliederversammlung die Bildung eines den Vorstand beratenden Beirats beschließen. Ferner kann der Vorstand gemäß § 7, Abschnitt 7 Beisitzer ernennen, die an Vorstandssitzungen teilnehmen können, jedoch nicht stimmberechtigt sind.

### Regionalgruppen
Die VTAD ist in neun Regionalgruppen (Berlin, Düsseldorf, Frankfurt, Freiburg im Breisgau, Hamburg, Hannover, München, Nürnberg und Stuttgart) gegliedert.